# 绣球盘菌属
绣球盘菌属（学名：Ascosparassis）是火丝菌科下的一个属。

## 下属物种
本属包括以下物种：
- 绣球盘菌 Ascosparassis heinricheri (Bres.) Pfister
- 清水绣球盘菌 Ascosparassis shimizuensis Kobayasi